# Place Léopold-Héder
La Place Léopold-Héder est un monument historique de Guyane situé dans la ville de Cayenne face à la  Hôtel de préfecture de la Guyane. En son centre il y a la Fontaine de Montravel.
Le site est classé monument historique par arrêté du 9 mars 1999.